# Erlöserkirche (Bad Homburg)

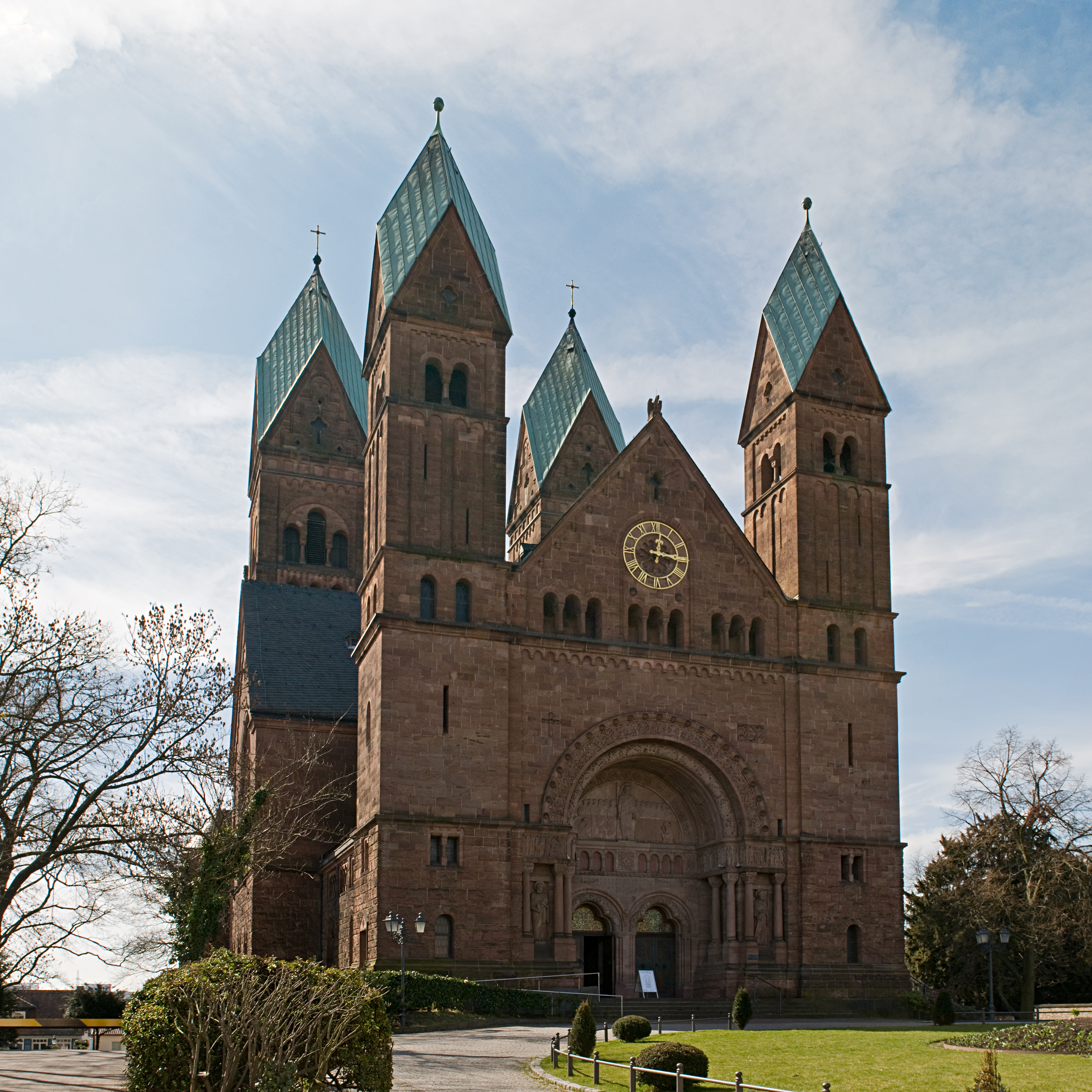
Erlöserkirche in Bad Homburg, Hauptportal

Die Erlöserkirche (ⓘ) in Bad Homburg vor der Höhe ist die evangelische Hauptkirche der Kurstadt. Sie ist ein herausragendes Beispiel der wilhelminischen Neuromanik unter dem Einfluss des Jugendstils, in der sich die Idee eines christlichen Kaisertums mit Stilmitteln der sizilianischen Romanik im Inneren und der deutschen Hochromanik im Äußeren darstellt. Sie ist das weltweit am besten erhaltene Zeugnis zum Kirchbauprogramm Kaiser Wilhelms II. Der zur Kirchengemeinde gehörende Friedhof ist der Evangelische Friedhof Bad Homburg vor der Höhe.
Die Kirchengemeinde gehört zum Dekanat Hochtaunus der Propstei Rhein-Main der Evangelischen Kirche in Hessen und Nassau.

## Geschichte

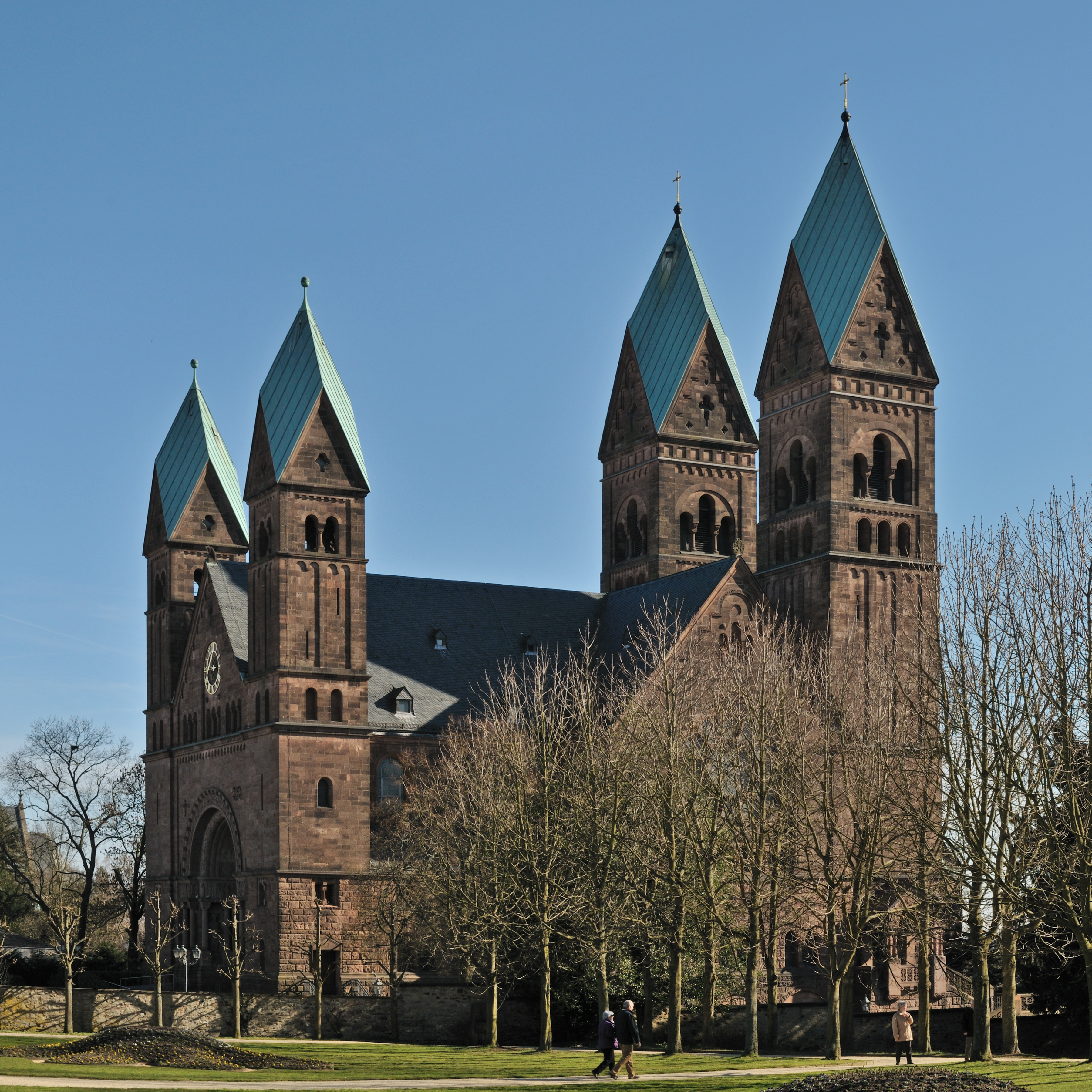
Erlöserkirche in Bad Homburg, Ansicht vom Schloss

Die Pläne zum Bau einer evangelischen Pfarrkirche bestanden in Bad Homburg seit dem Anfang des 19. Jahrhunderts, kamen jedoch erst Anfang des 20. Jahrhunderts unter der Förderung des Projekts durch das Kaiserpaar Wilhelm II. und Auguste Viktoria zur Realisierung. Sie hatten den Bau durch Geldmittel ermöglicht und persönlichen Anteil an der Vorplanung genommen. Grund dafür war vor allem ein Versprechen des hessen-homburgischen Landgrafenhauses, dessen Rechtsnachfolger Preußen geworden war, sowie die Bedeutung Bad Homburgs als kaiserliche Sommerresidenz.
Noch 1864 hatte sich der letzte und kinderlos gebliebene Landgraf Ferdinand verpflichtet, mit 15 jährlichen Dotationen von 2000 Gulden einen kirchlichen Neubau zu fördern, da sein Vorfahre, Landgraf Friedrich II., 1684 bei der Anlage der Bad Homburger Neustadt unerlaubt die alte Stadtkirche beseitigt hatte. Doch auch die Bürgerschaft hatte seitdem über den Kirchbaurat und den 1865 ins Leben gerufenen Elisabethenverein erhebliche Geldmittel gesammelt.
Somit konnte 1901 der Berliner Architekt Max Spitta mit der Ausarbeitung eines hohenzollernschen Repräsentationsbaus beauftragt werden. Da er kurz nach Vorlage seines Entwurfs im Dezember 1902 verstarb, übernahm der ebenfalls in Berlin tätige und durch die Kaiser-Wilhelm-Gedächtniskirche zu Bekanntheit gelangte Architekt Franz Schwechten ab diesem Zeitpunkt die Bauleitung für die neue Kirche in der Dorotheenstraße. Die Grundsteinlegung erfolgte 1903 und am 17. Mai 1908 konnte der Neubau im Beisein des Kaiserpaars feierlich eingeweiht werden. Für den Rohbau, der 1905 fertiggestellt wurde, war im Wesentlichen die Firma Philipp Holzmann aus Frankfurt verantwortlich. Die zahlreichen kunsthandwerklichen Arbeiten wurden von lokalen Handwerksbetrieben ausgeführt.

## Architektur

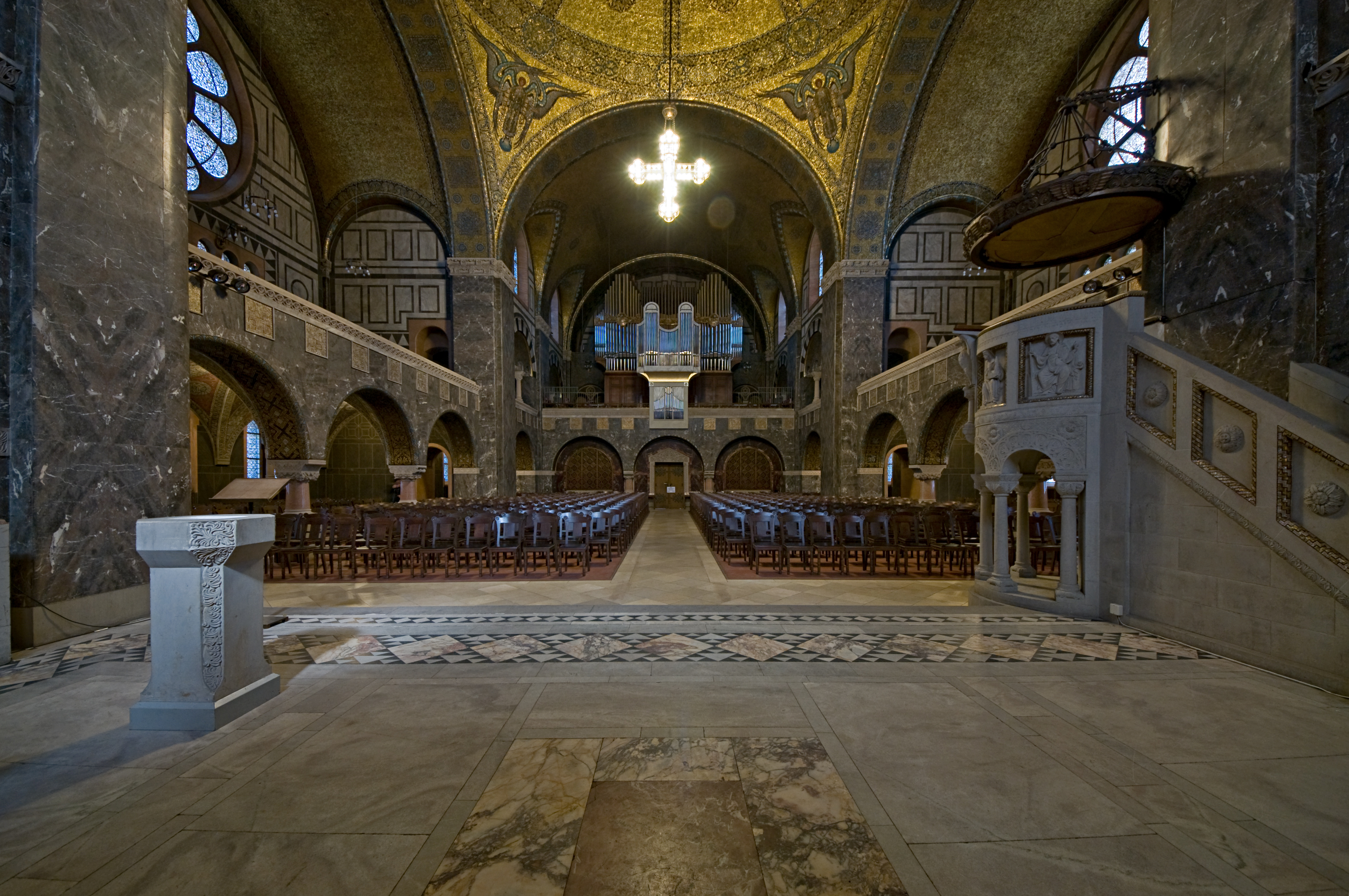
Mittelgang der Kirche, Blick vom Altar

Die Erlöserkirche ist eine viertürmige, kreuzförmige Emporenbasilika. Blendarkadenfriese und Lisenen sowie ein hoher zweitüriger Portalbogen mit Tympanon sollen den repräsentativen Anspruch des Baus bekunden. Die Türme der Altarseite sind größer und höher als die der Portalseite, was besonders in der Fernsicht auffällige perspektivische Verschiebungen ergibt.
Lässt das Äußere an Vorbilder rheinischer Kathedralen denken, insbesondere an den Speyerer Dom, so erinnern Raumgestaltung und die großflächigen Goldgrundmosaiken des Inneren an die Kirchen Siziliens. Ikonografisch ergibt sich, durchaus im Sinne des Bauherren, so eine Fortschreibung der Kaiserdome des Heiligen Römischen Reiches. Die verwendeten Stilmittel umspannen dessen ehemalige geografische Ausbreitung im Hochmittelalter. Der Dom in Speyer als Grablege der Salier und Sizilien als südlichster Teil des Imperiums der Staufer. Bereits Zeitgenossen beschrieben die Ähnlichkeit zu der Ausstattung der Kathedrale von Cefalù. Die Raumgestalt, ein Zentralbau, reflektiert modernste evangelische Kirchbau-Diskussionen des späten 19. Jahrhunderts. Die Innenausstattung zeigt sich in einer Mischung aus byzantinischer Baukunst und Jugendstil. Ein christozentrisches Bildprogramm, gipfelnd im Pantokrator-Mosaik der Apsiswölbung, spiegelt das Erlöserthema des Kirchennamens wider.
Das Erlöserthema ist zudem Bestandteil im immer wiederkehrenden Zyklus des Rades des Lebens, welches sich in der Kuppel wiederfindet.

## Ausstattung

### Altar und Altarschranke

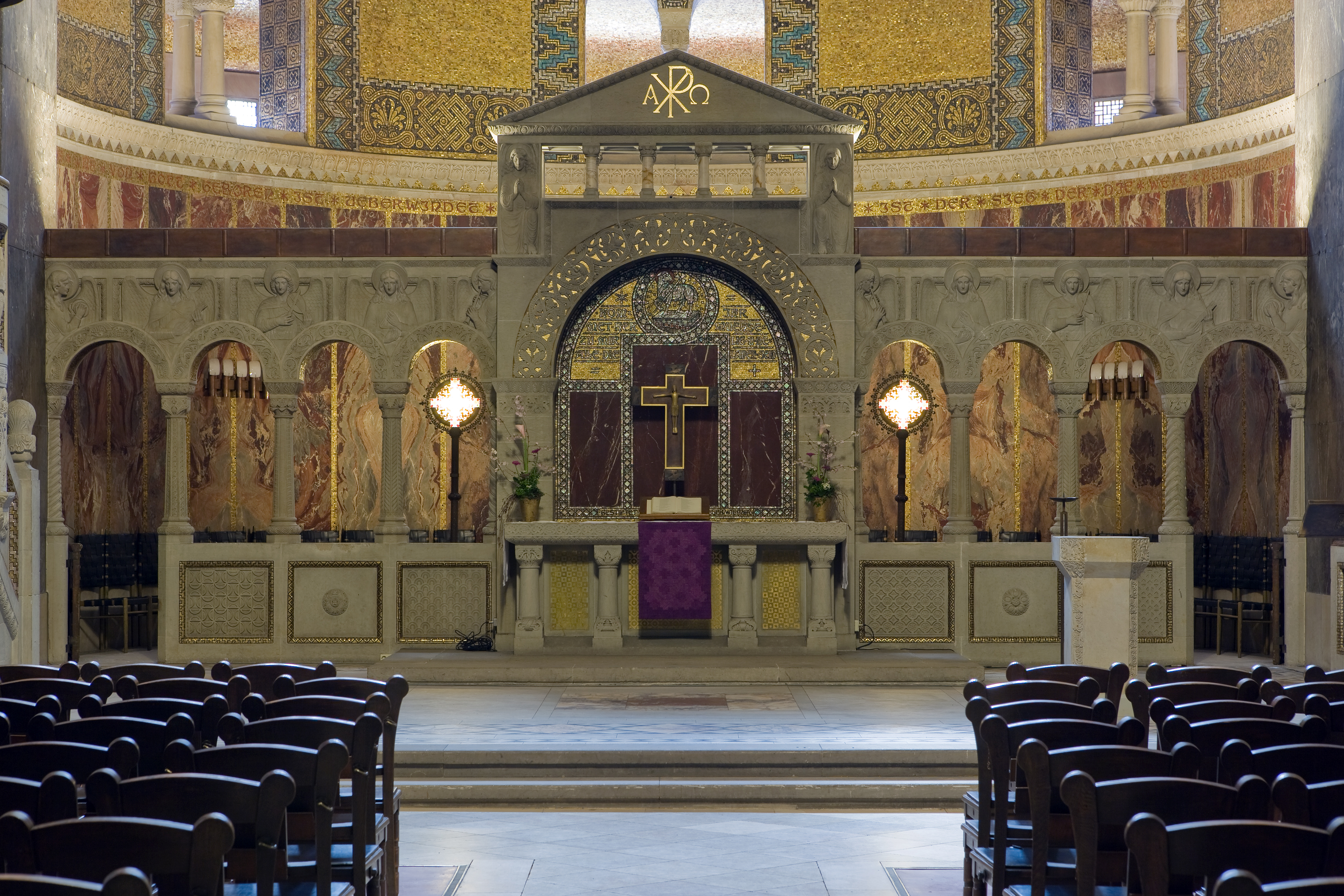
Altar und Lettner, vom Mittelschiff gesehen

Altar und Lettner trennen als bauliche Einheit den Chor von der Apsis, die ihn im Südwesten schließt. Vor dem Lettner steht der an den Seiten leicht zurückspringende, lang gestreckte Altartisch. Untersetzte Säulen, deren Basen und Kapitelle ebenso wie die umlaufende Front des Tisches romanisierenden Blattschmuck zeigen, bilden sein Auflager. Die vom Hauptschiff aus einsehbaren Wandflächen der in den Lettner integrierten Altarrückwand zwischen den Säulen sind mit schlichten geometrischen Golddekorationen versehen.
Grundriss des Altars ist ein Rechteck von geringer Tiefe. Der äußere Rahmen der Front zum Hauptschiff besteht aus Pilastern, oberhalb derer sich ab etwa halber Höhe des Gesamtaufbaus ein Bogen spannt. Ebenso wie die Kapitelle der Pilaster ist auch der Bogen flächenhaft an die romanische Formensprache angelehnt, wird jedoch in seiner Wirkung durch eine teilweise Blattvergoldung überhöht. In den Bogenzwickeln finden sich Darstellungen kniender Engel im Hochrelief oberhalb eines vorspringenden, in rechten Winkeln herumgeführten Gesimses mit abermals romanischer Dekoration. Abschluss des Aufbaues ist ein breit gelagertes, antikisierendes Giebelfeld mit umlaufendem Kymation. In seinem Zentrum zeigt es ein goldenes Christusmonogramm, das von Alpha und Omega flankiert wird. Zu den Seiten ruht der Giebel auf den Engelsdarstellungen, in der Mitte auf vier kleinen Säulchen mit Marmorschaft.
Zentrum der Altarrückwand ist das Feld zwischen Tischplatte, Pilastern und Bogen des Aufbaus. Seine Dekoration wird im unteren Teil von drei roten, rechteckig stehenden Marmorplatten gebildet, die Mosaik-Perlmutt-Bänder trennen. Vor der mittleren Platte, etwas höher und breiter als die flankierenden, steht ein modernes Kruzifix, an dem sich ein romanischer Korpus befindet. Darüber thematisiert ein Perlmutt-Mosaik auf Goldgrund die Offenbarung: Auf einem Buch mit sieben Siegeln steht das Lamm mit rotem Heiligenschein und Kreuzstab innerhalb kreisförmig umschließender Bänder. Zu den Seiten verteilt sich die Inschrift „Kommet her zu mir alle, die ihr mühselig und beladen seid“.
Die Altarschranke, in dieser Form einer Erfindung von Franz Schwechten, stellte zur Bauzeit im evangelischen Kirchenbau eine Neuheit dar. Vorbilder sind in der Ikonostase der Ostkirche, aber auch in den Chorschranken und Lettnern mittelalterlicher Kirchen zu suchen.

## Orgeln

### Sauer-Orgel (1908)

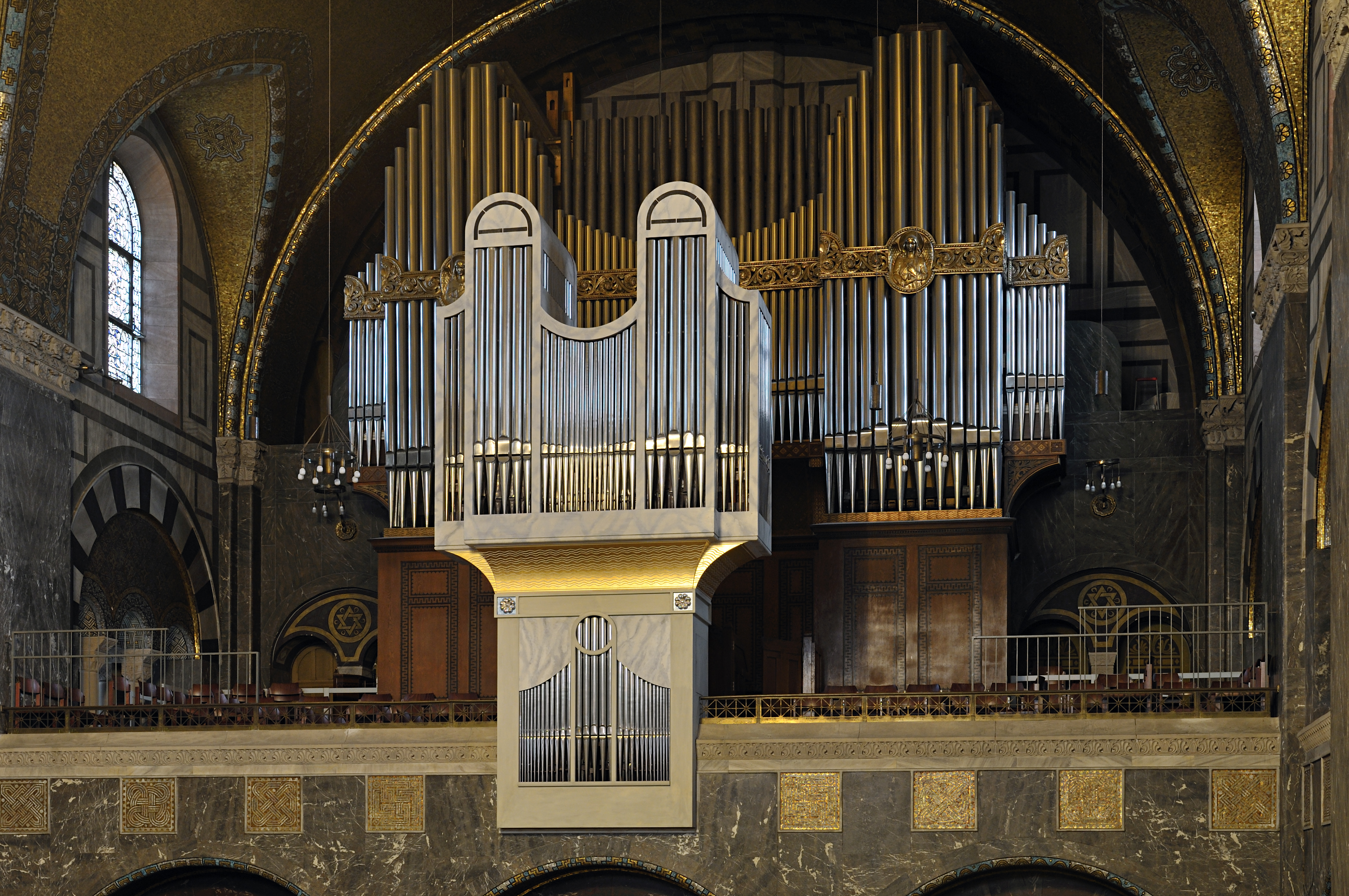
Blick von der Kanzel auf den Orgelprospekt

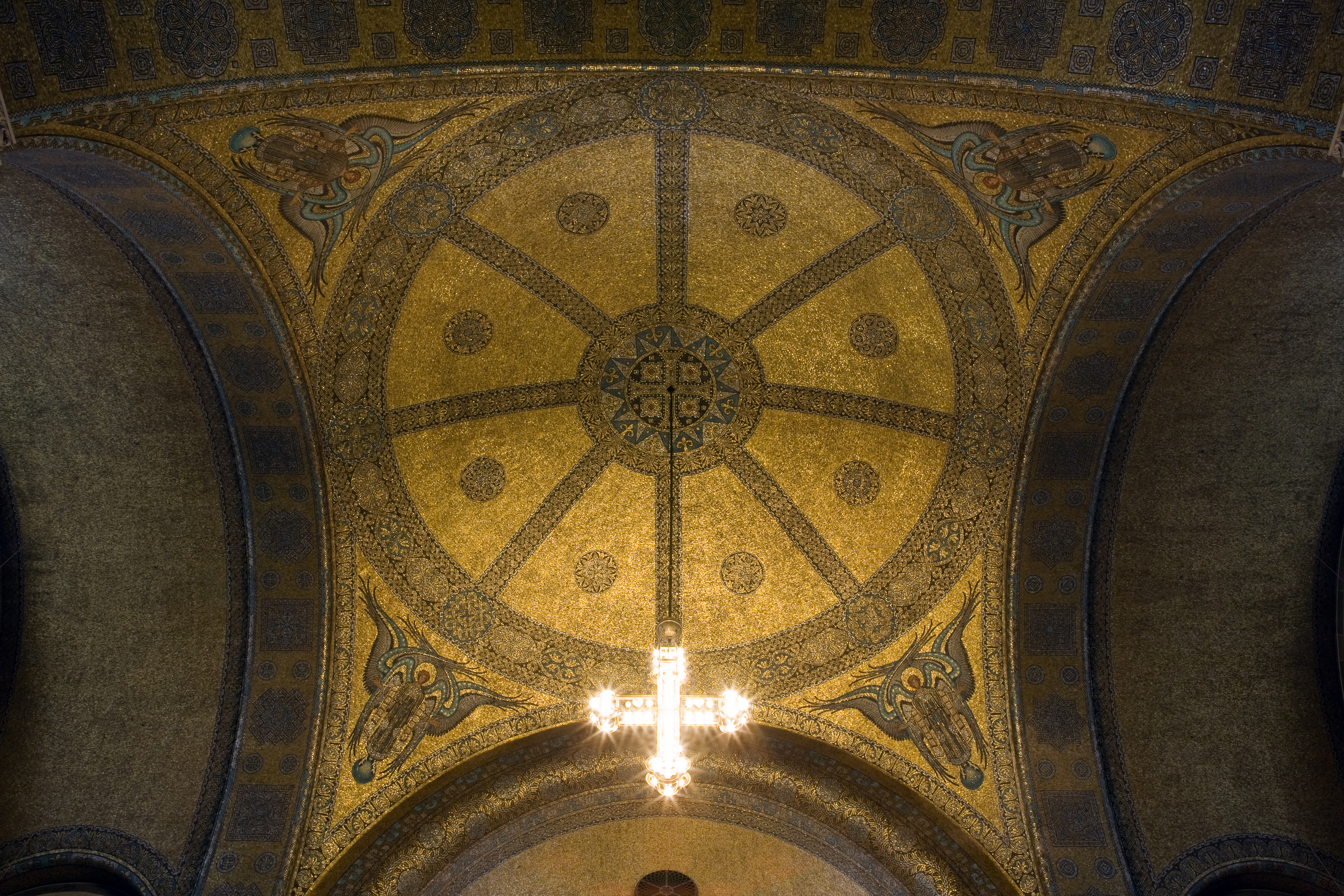
Kuppelmosaik des Mittelschiffs

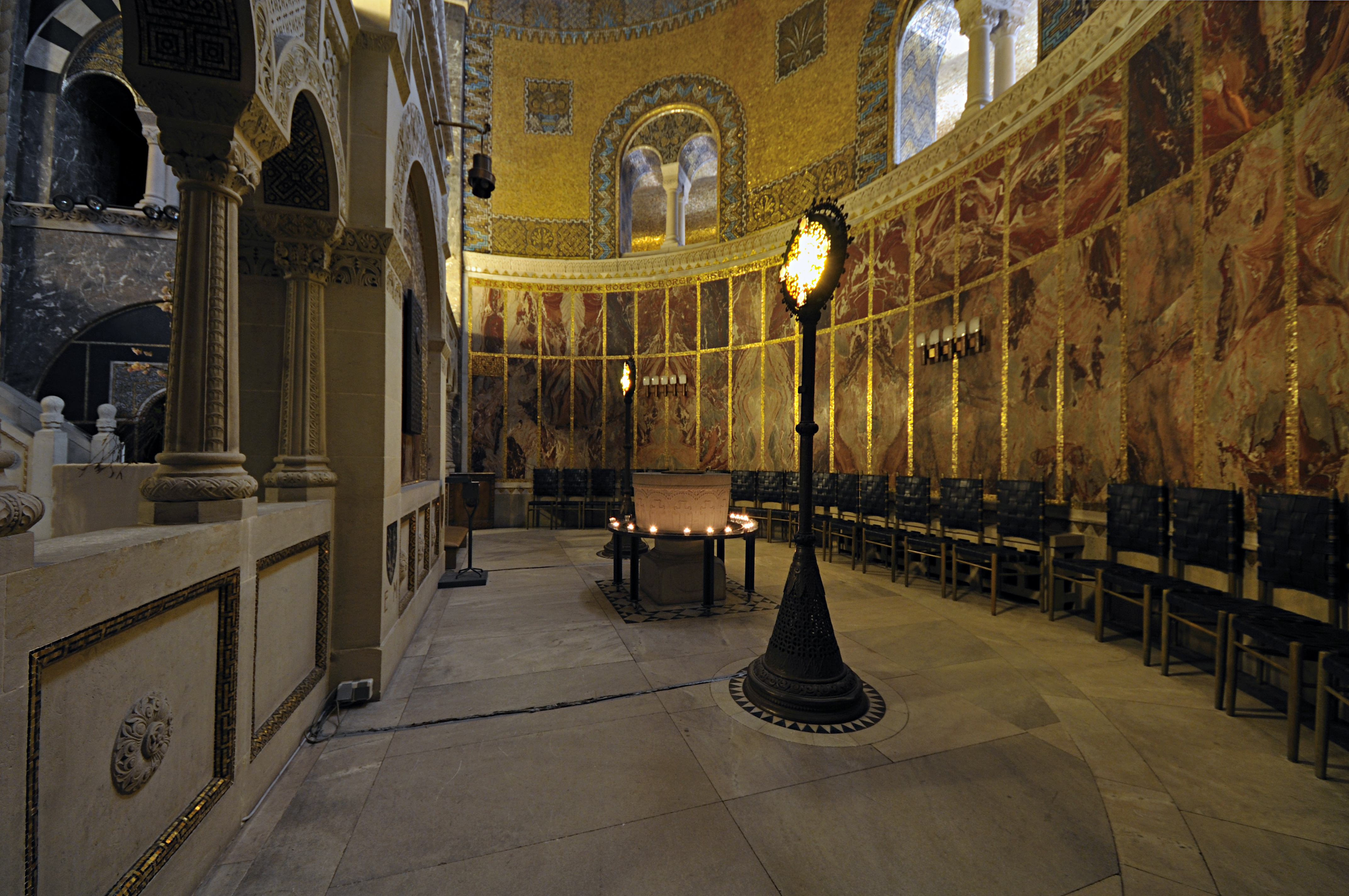
Apsis mit Taufbecken hinter dem Altar

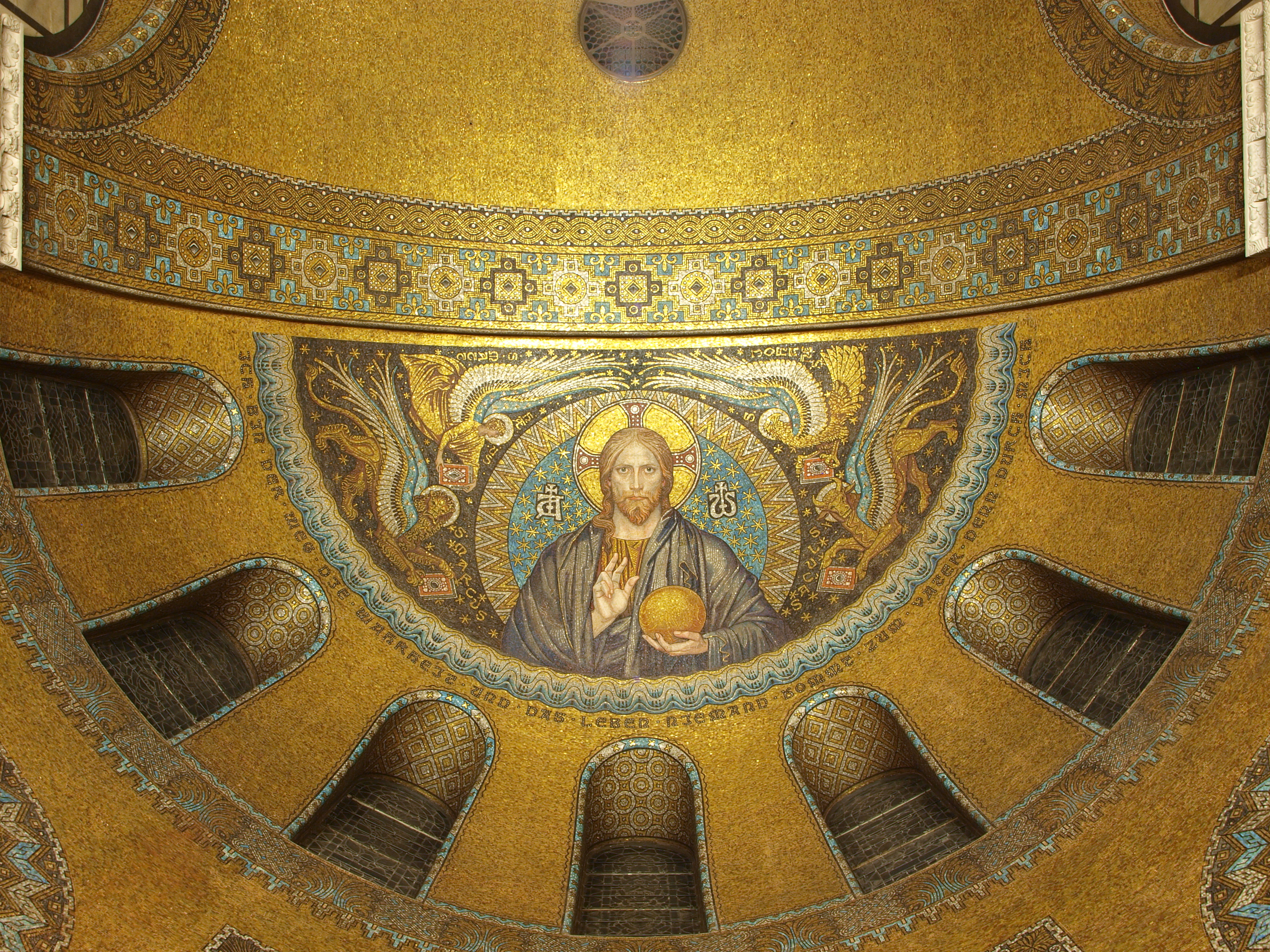
Pantokrator über der Apsis, oben Schallöffnung des Fernwerks

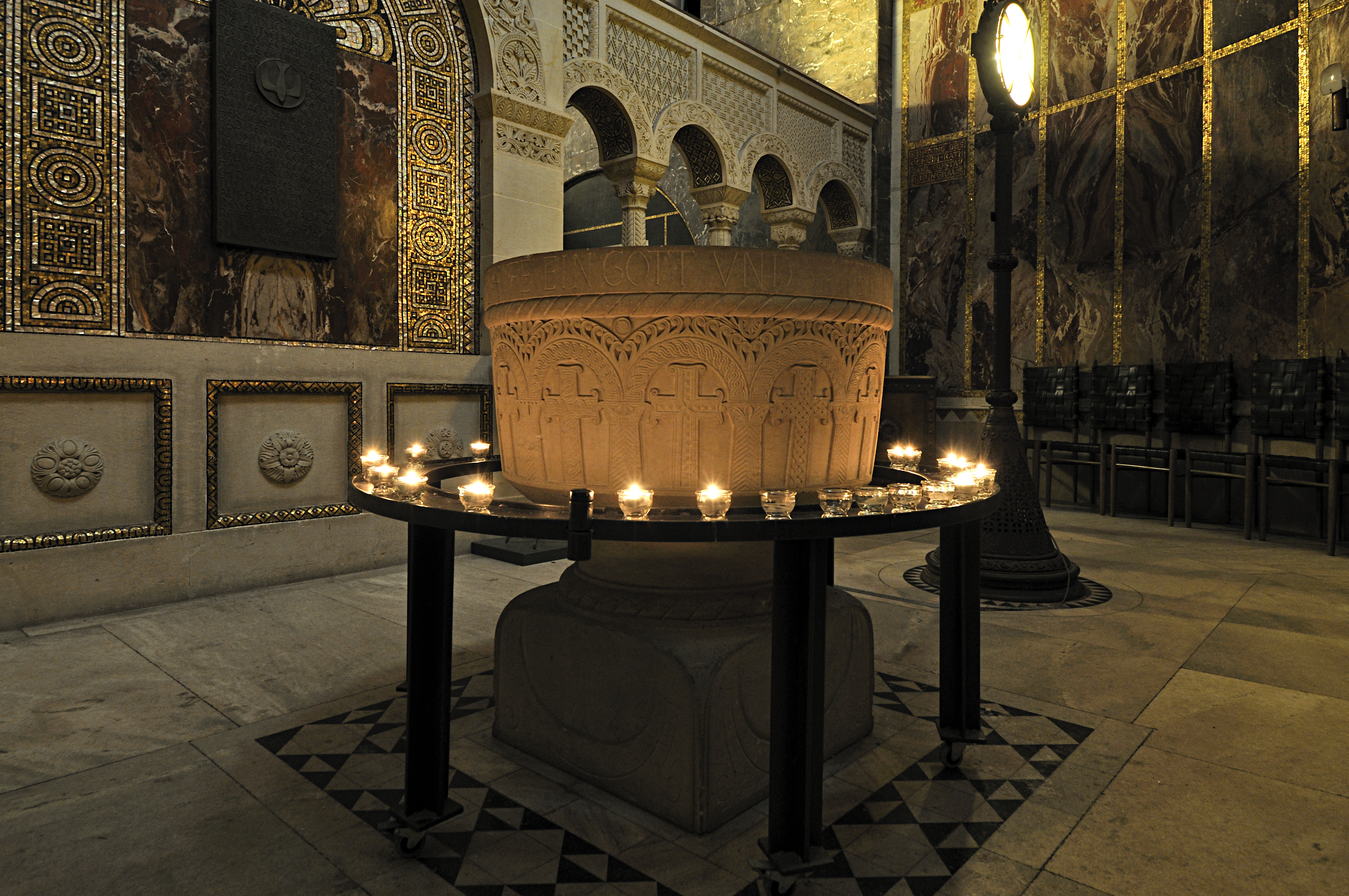
Taufbecken in der Apsis

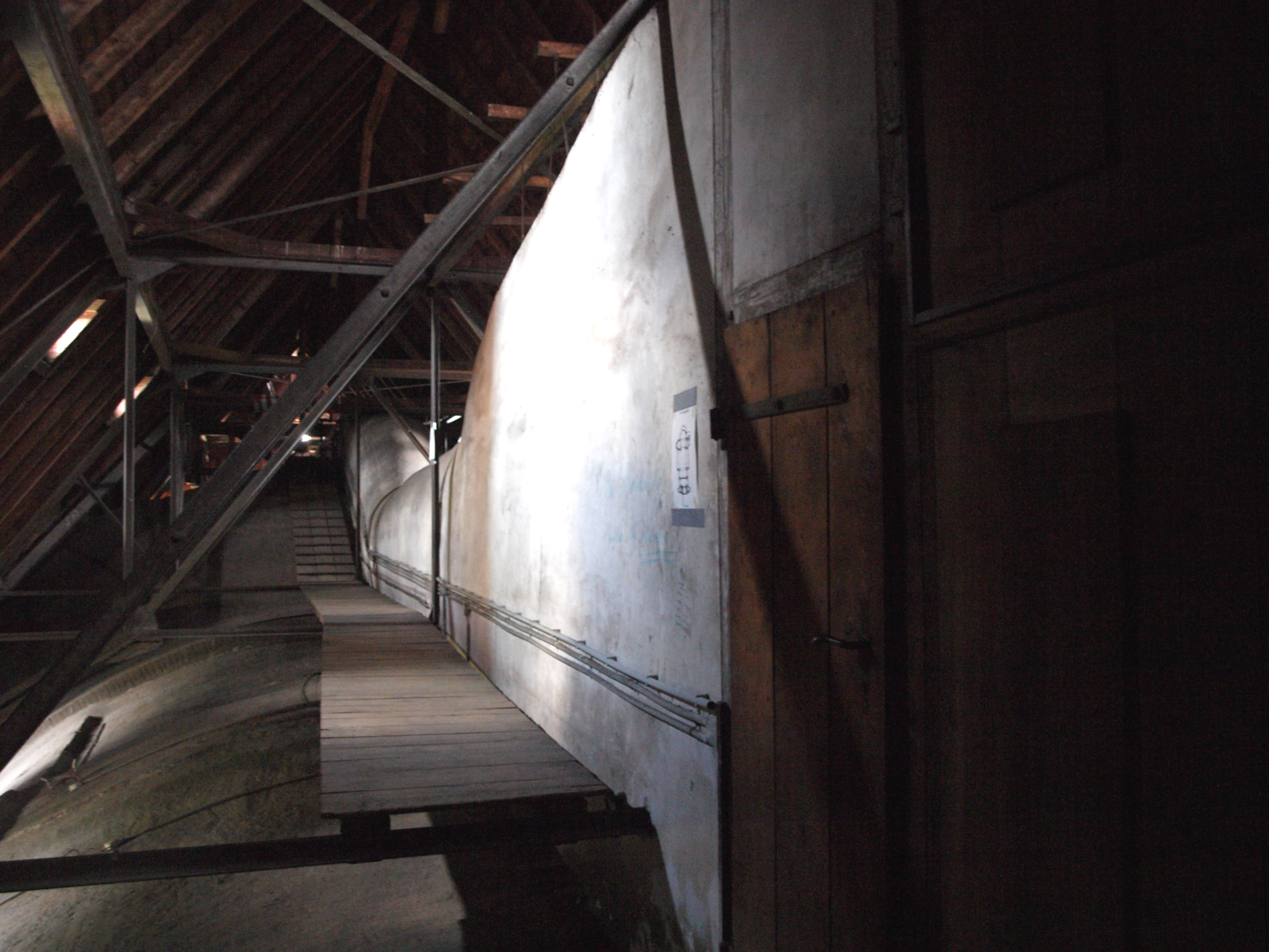
Schalltunnel des Fernwerks der Orgel im Dachstuhl

Die große romantische Orgel der Erlöserkirche wurde 1908 von Wilhelm Sauer (Frankfurt/Oder) erbaut. Das Fernwerk befindet sich in einer Schallkammer oberhalb der Hauptorgel. Die Schallaustrittsöffnung befindet sich über dem Altar. Das Instrument hat pneumatische Trakturen. In den Jahren 1992–1993 wurde das Instrument durch die Orgelbaufirma Förster & Nicolaus (Lich) um ein weiteres Manualwerk (Recit) mit romantisch-symphonischer Disposition erweitert. Gleichzeitig erhielt das Instrument einen zweiten, viermanualigen, elektrischen Spieltisch, der auch das Anspiel des zusätzlichen Werkes ermöglicht. Beide Tische stehen einander gegenüber und werden von derselben Orgelbank, auf der sich der Organist um 180° drehen muss, gespielt.
| I Hauptwerk C–g3 |                        |       |
| 01.              | Principal              | 16′   |
| 02.              | Principal              | 08′   |
| 03.              | Flûte harmonique0      | 08′   |
| 04.              | Viola da Gamba         | 08′   |
| 05.              | Soloflöte              | 08′   |
| 06.              | Quintatön              | 08′   |
| 07.              | Gemshorn               | 08′   |
| 08.              | Bourdon                | 08′   |
| 09.              | Oktave                 | 04′   |
| 10.              | Rohrflöte              | 04′   |
| 11.              | Salicional             | 04′   |
| 12.              | Octave                 | 04′   |
| 13.              | Rauschquinte II        | 2 ⁄3′ |
| 14.              | Cornett III–IV         | 04′   |
| 15.              | Bombarde               | 16′   |
| 16.              | Trompete               | 08′   |
|                  | Progressio III–V (27.) | 02′   |
|                  | Clairon (32.)          | 04′   |

| II Récit (schwellbar) C–g3 |                       |     |
| 17.                        | Viola major           | 16′ |
| 18.                        | Geigenprincipal       | 08′ |
| 19.                        | Doppelflöte           | 08′ |
| 20.                        | Salicional            | 08′ |
| 21.                        | Unda maris            | 08′ |
| 22.                        | Praestant             | 04′ |
| 23.                        | Fugara                | 04′ |
| 24.                        | Flauto dolce          | 04′ |
| 25.                        | Flageolett            | 02′ |
| 26.                        | Cornett III (ab a0)   | 04′ |
| 27.                        | Progressio III–V      | 02′ |
| 28.                        | Cor anglais           | 16′ |
| 29.                        | Klarinette            | 08′ |
| 30.                        | Hautbois              | 08′ |
| 31.                        | Trompette harmonique0 | 08′ |
| 32.                        | Clairon               | 04′ |
|                            | Tremulant             |     |

| III Schwellwerk C–g3 |               |       |
| 33.                  | Bordun        | 16′   |
| 34.                  | Principal     | 08′   |
| 35.                  | Konzertflöte  | 08′   |
| 36.                  | Schalmei      | 08′   |
| 37.                  | Gedackt       | 08′   |
| 38.                  | Aeoline       | 08′   |
| 39.                  | Voix Céleste0 | 08′   |
| 40.                  | Praestant     | 04′   |
| 41.                  | Traversflöte  | 04′   |
| 42.                  | Piccolo       | 02′   |
| 43.                  | Mixtur IV     | 2 ⁄3′ |
| 44.                  | Oboe          | 08′   |

| IV Fernwerk C–g3 |                    |       |
| 45.              | Principal          | 08′   |
| 46.              | Spitzflöte         | 08′   |
| 47.              | Rohrflöte          | 08′   |
| 48.              | Piffaro II (ab c0) | 8′+4′ |
| 49.              | Lieblich Gedackt   | 08′   |
| 50.              | Fernflöte          | 04′   |
| 51.              | Flautino           | 02′   |
| 52.              | Vox humana         | 08′   |
|                  | Tremolo Vox Humana |       |
|                  | Tremulant          |       |

| Pedal C–f1 |                        |         |
| 53.        | Principalbaß0          | 16′     |
| 54.        | Violonbaß              | 16′     |
| 55.        | Subbaß                 | 16′     |
| 56.        | Salicetbaß             | 16′     |
| 57.        | Quintbaß               | 10 2⁄3′ |
| 58.        | Octavbaß               | 08′     |
| 59.        | Violoncello            | 08′     |
| 60.        | Gedacktbaß             | 08′     |
| 61.        | Posaune                | 16′     |
| 62.        | Trompete               | 08′     |
|            | Praestant (22.)        | 04′     |
|            | Progressio III–V (27.) | 02′     |
|            | Cor anglais (28.)      | 16′     |
|            | Clairon (32.)          | 04′     |

- Koppeln: II/I; III/I; III/II; II 16′/I; I 4′/I; I/P; II/P; III/P.
- Spielhilfen: Tutti, 5 × 1024-fache Setzeranlage, programmierbare Crescendowalze.

### Woehl-Orgel (1990)
Gerald Woehl schuf 1990 die „Bach-Orgel“ mit 31 Registern auf zwei Manualen und Pedal, bei der ein Dispositionsentwurf von Johann Sebastian Bach umgesetzt wurde. Das Werk steht in der Emporenbrüstung und bildet mit der Sauerorgel eine kompositionelle Einheit.
| I Hauptwerk C–g3 |     |
| Quintadena       | 16′ |
| Prinzipal        | 08′ |
| Gedackt          | 08′ |
| Flöte            | 08′ |
| Gemßhorn         | 08′ |
| Viola da Gamba0  | 08′ |
| Oktave           | 04′ |
| Gedackt          | 04′ |
| Quinta           | 03′ |
| Naßat            | 03′ |
| Oktave           | 02′ |
| Seßquialter II   |     |
| Mixtur V         |     |
| Trompete         | 08′ |

| II Positiv C–g3 |        |
| Gedackt         | 08′    |
| Vox humana0     | 08′    |
| Quintadena      | 08′    |
| Prinzipal       | 04′    |
| Nachthorn       | 04′    |
| Quinta          | 03′    |
| Octave          | 02′    |
| Waldflöte       | 02′    |
| Tritonus        | 1 3⁄5′ |
| Quinta          | 1 ⁄2′  |
| Cimpel III      |        |

| Pedalwerk C–f1 |     |
| Subbaß         | 16′ |
| Prinzipal      | 08′ |
| Hohlflöte      | 04′ |
| Possaun Bass0  | 16′ |
| Trompete       | 08′ |
| Cornett        | 04′ |

- Koppeln
- Tremulant auf das ganze Werk
- ungleichstufige Temperierung nach Johann Georg Neidhardt

## Glocken
Die Erlöserkirche verfügt über ein fünfstimmiges Fundamentalgeläut mit der großen, rund 6.400 kg schweren Kaiserglocke als Basis. Im Jahre 1905 goss die Glockengießerei Andreas Hamm in Frankenthal vier Glocken, von denen die Glocken 1, 3 und 4 beide Kriege überdauerten. In den 1920er Jahren wurde aus dem benachbarten Kirdorf die Zwingliglocke übernommen, die seither als Uhrschlag-Glocke dient. Sie war ursprünglich eine Läuteglocke und hängt noch an ihrem originalen, gekröpften Glockenjoch; der Klöppel ist ebenfalls noch vorhanden. 1932 wurde die kleine Auferstehungsglocke zum Geläut hinzugegossen. Die Landgrafenglocke (Glocke 2) überstand zwar den Ersten Weltkrieg, zerbrach aber im Zweiten Weltkrieg.  Aus den Scherben goss die Glockengießerei Schilling in Apolda 1948 die Glocke neu.
| Nr. | Name                | Gussjahr | Gießer, Gussort   | Gewicht (in kg) | Nominal (16tel) |
| 1   | Kaiserglocke        | 1905     | Hamm, Frankenthal | 6400            | g0 +4           |
| 2   | Landgrafenglocke    | 1948     | Schilling, Apolda | 2958            | h0 +1           |
| 3   | Elisabethenglocke   | 1905     | Hamm, Frankenthal | 1900            | d1 −4           |
| 4   | Mariannenglocke     | 1905     | Hamm, Frankenthal | 1500            | e1 −3           |
| 5   | Auferstehungsglocke | 1932     | Rincker, Sinn     | 800             | g1 +5           |
| –   | Zwingliglocke       | 1912     | Schilling, Apolda | ?               | es2             |